# آدم هارفي (كاتب أغاني)
آدم هارفي (بالإنجليزية: Adam Harvey)‏ هو كاتب أغاني أسترالي، ولد في 21 ديسمبر 1974 في غيلونغ في أستراليا.

## وصلات خارجية
- آدم هارفي على موقع IMDb (الإنجليزية)
- آدم هارفي على موقع ميوزك برينز (الإنجليزية)